# 1. Klasse 1911-1912
La 1. Klasse 1911-1912 fu la prima stagione del campionato austriaco di calcio. Organizzata dalla Niederösterreichischer Fussballverband, vide competere 12 squadre, anche se dopo sole 4 giornate il Viktoria si ritirò, che erano tutte di Vienna e dintorni.
Il campionato iniziò il 3 settembre 1911 e si concluse il 30 giugno 1912 ma l'ultima partita di spareggio fu giocata il 25 agosto 1912. Vide la vittoria finale del Rapid Vienna mentre il Rudolfshügel ottenne la permanenza in 1. Klasse ai danni del Wacker Vienna, campione di 2. Klasse, dopo gli spareggi.
Capocannoniere fu Johann Schwarz del First Vienna, con 22 reti.
Negli altri paesi dell'Impero austro-ungarico i campioni furono Ferencváros (Ungheria) e Sparta Praga (Boemia e Moravia).

## Squadre partecipanti
- First Vienna
- Floridsdorfer
- Hertha Vienna
- Rapid Vienna
- Rudolfshügel
- Simmering

- Viktoria Vienna
- Vienna Cricketer
- Wiener AC
- Wiener AF
- Wiener Amateur
- Wiener SC

## Classifica finale
|  | Pos. | Squadra          | Pt | G  | V  | N | P  | GF | GS | DR  |
|  | ---- | ---------------- | -- | -- | -- | - | -- | -- | -- | --- |
|  | 1.   | Rapid Vienna     | 31 | 20 | 15 | 1 | 4  | 64 | 31 | +33 |
|  | 2.   | Wiener SC        | 30 | 20 | 13 | 4 | 3  | 53 | 35 | +18 |
|  | 3.   | Wiener AF        | 29 | 20 | 13 | 3 | 4  | 59 | 23 | +36 |
|  | 4.   | Wiener AC        | 25 | 20 | 10 | 5 | 5  | 59 | 41 | +18 |
|  | 5.   | Simmering        | 21 | 20 | 9  | 3 | 8  | 57 | 63 | -6  |
|  | 6.   | First Vienna     | 20 | 20 | 9  | 2 | 9  | 50 | 36 | +14 |
|  | 7.   | Floridsdorfer    | 19 | 20 | 9  | 1 | 10 | 61 | 53 | +8  |
|  | 8.   | Wiener Amateur   | 15 | 20 | 5  | 5 | 10 | 42 | 51 | -9  |
|  | 9.   | Hertha Vienna    | 14 | 20 | 6  | 2 | 12 | 25 | 50 | -25 |
|  | 10.  | Rudolfshügel     | 14 | 20 | 5  | 4 | 11 | 39 | 42 | -3  |
|  | 11.  | Vienna Cricketer | 2  | 20 | 0  | 2 | 18 | 12 | 96 | -84 |
|  | 12.  | Viktoria Vienna  | 2  | 4  | 1  | 0 | 3  | 6  | 16 | -10 |

### Spareggi promozione/retrocessione
|               | Risultati |               | Luogo e data           |  |
| ------------- | --------- | ------------- | ---------------------- |  |
| Hertha Vienna | 3 - 1     | Rudolfshügel  | Vienna, 28 luglio 1912 |  |
| Rudolfshügel  | 1 - 3     | Hertha Vienna | Vienna, 11 agosto 1912 |  |
|               |           |               |                        |  |
| Rudolfshügel  | 6 - 0     | Wacker        | Vienna, 25 agosto 1912 |  |

### Verdetti
- Rapid Vienna campione d'Austria 1911-1912.
- Vienna Cricketer retrocesso in 2. Klasse.